# Arctic Sea
MV Arctic Sea là một tàu chở hàng thương mại của Malta được báo cáo là mất tích từ cuối tháng 7 và giữa tháng 8 năm 2009 trên đường chở gỗ từ Phần Lan đến Algerie.

## Bối cảnh
Tàu Arctic Sea mang hiệu kỳ Malta, của một công ty hàng hải Belarus, được công ty Sol Chart của Nga thuê bao sử dụng với thủy thủ đoàn 15 người Nga, chở 4.000 tấn gỗ của công ty Phần Lan Stora Enson đến cảng Bejaia, Algerie trên Địa Trung Hải.

## Sự cố
Ngày 24/7, 2009, khi tàu trên biển Baltic, thủy thủ đoàn báo cáo một toán võ trang mang sắc phục cảnh sát Thụy Điển lên tàu khám xét và bắt giữ thủy thủ đoàn. Tuy nhiên tin này chỉ được Malta loan báo một tuần lễ sau, và Thụy Điển xác định là không có đơn vị cảnh sát nào của họ làm việc ấy.

### Mất tích
Ngày 28/7, tàu đi qua eo biển Dover (Pas de Calais) vào Biển Manche và đơn vị duyên phòng Anh không nhận thấy chuyện gì lạ. Ngày 30/7, theo cơ quan duyên phòng Pháp ở Brest, tàu đi ngang và ra Đại Tây Dương một cách bình thường không có gì đáng lưu ý.
Nhưng sau đó tàu Arctic Sea tắt mọi tín hiệu và không ai biết được đang ở đâu. Tàu không đi qua eo biển Gibraltar vào Địa Trung Hải và tới cảng Bejaia ngày 4/8 như lịch trình. Trong gần hai tuần lễ, Hải quân Nga phối hợp với NATO mở cuộc tìm kiếm chiếc tàu mất tích.
Những tin tức khác nói là toán võ trang lên tàu ngày 24/7 đã rời khỏi 12 giờ sau đó chứ không bắt giữ thủy thủ đoàn làm con tin. Cũng có tin nói công ty Phần Lan nhận được yêu cầu trả tiền chuộc, tuy nhiên thông báo đòi hỏi này không được coi là thật. Ngoài ra lại có tin tức loan truyền là tàu bị đánh cướp một lần thứ nhì ngoài khơi Tây Ban Nha hay Bồ Đào Nha.

### Phát hiện
Ngày 14/8, chiếc tàu được đơn vị duyên phòng Cabo Verde báo cáo nhìn thấy ngoài khơi Cabo Verde, đảo quốc trên Đại Tây Dương ngoài khơi Tây Phi, và ngoài hải phận quốc tế, Hải quân Nga đã phái hộ tống hạm Ladnyy đến nơi. Bộ trưởng Quốc phòng Nga, Anatoliy Eduardovich Serdyukov báo cáo với Tổng thống Dmitry Medvedev là tìm thấy chiếc tàu sáng ngày 17/8 và giữ ngoài khơi cách quần đảo Cabo Verde 260 hải lý. Tuy nhiên đây là một chuyện hãy còn đầy bí ẩn, nguyên nhân cũng như rất nhiều chi tiết khó hiểu trong vụ này sau đó được điều tra.
15 thủy thủ được an toàn chuyển sang một chiến hạm Nga và tình trạng sức khỏe của họ tốt. Có nhiều giả thiết cho rằng tàu đã bị hải tặc đánh cướp hay có sự tranh giành kiểu băng đảng Mafia về thương mại. Số hàng chở trên tàu chỉ trị giá khoảng 1,8 triệu đô la.